# Берестология
Берестоло́гия — специальная историческая дисциплина, изучающая средневековый письменный источник — берестяные грамоты, открытые 26 июля 1951 года при раскопках Новгорода экспедицией под руководством российского археолога Артемия Арциховского. Основная масса этих грамот найдена в Великом Новгороде (более 1100), а также в городах Старая Русса, Торжок, Смоленск, Псков, Тверь, Москва и других. На территории Украины найдены берестяные грамоты в Звенигороде Галицком археологом Игорем Свешниковым.
Древнейшая запись на бересте датируется 1-й половиной XI века, самая поздняя — 2-й половиной XV века. Тексты выцарапывали на бересте железными, бронзовыми и реже костными стержнями. Обязательным условием длительного хранения грамот в культурном слое почвы является её повышенная влажность, что делает невозможным приток воздуха. В XI—XIV веках береста была дешёвым материалом для письма. Внедрение бумаги и её массовое распространение на Руси с середины XV века привело к прекращению письма на бересте.
Наибольшую ценность имеют берестяные грамоты XI — 1-й половины XIII века. Сейчас их насчитывается более 400. По жанру это частная переписка, черновики документов, прописи азбуки и складов, военные донесения, списки должников и тому подобное. Новгородские берестяные грамоты свидетельствуют о оживлённых торговых связях города с другими русскими городами, в частности с городами Северо-Восточной Руси и Киевом. Они являются свидетелями массового распространения грамоты в Древней Руси и относятся к категории массовых источников по истории средневековой Руси.
Число грамот растёт с каждым годом, так как практически каждая археологическая экспедиция даёт новый материал для исследователей (историков, лингвистов, филологов и т. д.).